# Haoraochaidamu
Haoraochaidamu (kinesiska: 浩绕柴达木, 浩绕柴达木苏木) är en socken i Kina. Den ligger i den autonoma regionen Inre Mongoliet, i den norra delen av landet, omkring 290 kilometer väster om regionhuvudstaden Hohhot.
Genomsnittlig årsnederbörd är 467 millimeter. Den regnigaste månaden är juli, med i genomsnitt 126 mm nederbörd, och den torraste är januari, med 1 mm nederbörd.